# Orvosi zsálya
Az orvosi zsálya (Salvia officinalis) az árvacsalánfélék (Lamiaceae) családjába tartozó kesernyés, aromás fűszer- és gyógynövény. Ismert még kerti vagy patika zsálya néven is. Évelő örökzöld levelű illatos félcserje, régóta használt gyógynövény és fűszernövény.

## Származása, élőhelye
Az orvosi zsálya a Földközi-tenger, de különösen a dalmát tengerpart vidékéről származik.
Dél-Európa karsztjain tömegesen előfordul, Magyarországon nem őshonos, de gyógynövényként termesztik, dísznövényként kertekben, temetőkben sokfelé ültetik.

## Jellemzése
30–80 cm magasra növő illatos évelő félcserje.  Szárának töve fás, sűrű rövid szőröktől szürkés. Fiatal levelei és hajtásai fehér molyhúak. Alsó és középső levelei nyelesek, hosszúkás lándzsásak, ráncosak. Virágai 15–23 mm hosszúak, rendszerint hármasával a lehulló murvalevelek hónaljában ülnek, lila színűek, illatosak. A párta csövében szőrkoszorú van. A csésze fogai tüskés szálkában végződnek. Termése tojásdad alakú makkocska.

## Hatóanyagai
1-3% illóolaj, 3-8% katechin típusú csersav, keserűanyag, savanyú glikozida, gyanta, fumársav, urzolasav, oleandolsav, oxitriterpénsav, klorogénsav, kávésav, nikotinsav, nikotinsavamid, viasz, ösztrogén hatású anyag, fitoncida (tbc bacillusokra hat), 30-50% tujon, 8-14% borneol, 15% eukaliptol, linaool.

## Felhasználása
Levelének (Salviae folium) forrázata illóolaj- és cseranyagtartalmánál fogva torokgyulladásra, szájbetegségek öblögetésére, belsőleg pedig izzadás, bélhurut ellen nagyon jó hatású. Idegerősítő hatása is ismert.
Más fűszerekkel használva érdekes ízt ad az ételnek. Fűszerezhetjük vele a zsíros húsételeket, de azok körítéseit is. A kacsa-, liba-, pulyka-, vadhúsok, hústöltelékek, máj, főtt és sült halak, pástétomok, sajtok, főtt tészták ízesítésére is kiváló. Óvatosan használjuk.
Ültethetjük gyógynövénykertbe, napos rézsűre, nagyobb sziklakertbe, évelőágyba egyaránt, de akár napos parkolóöblök, járdaszegélyek beültetésére is használhatjuk.

### Gyógyhatások
Egyes kutatások szerint kivonata pozitív hatással lehet az emberi agy működésére (pl. a korai Alzheimer-kór esetén), de a vizsgálatokkal kapcsolatban felmerült módszertani aggályok miatt nem lehet határozott következtetéseket levonni.
A magas tujon-tartalom miatt az illóolaj hosszan tartó használata nem javasolt. Szoptató anyáknak, terhes nőknek és alacsony vérnyomásúaknak a zsályatea ellenjavallt.

## Fajtái
- Fehér virágú orvosi zsálya – Salvia officinalis ‘Albiflora’
- Kerek levelű orvosi zsálya – Salvia officinalis ‘Berggarten’
- Sárgatarka orvosi zsálya – Salvia officinalis ‘Icterina’
- Salvia officinalis ‘Tricolor’[2]

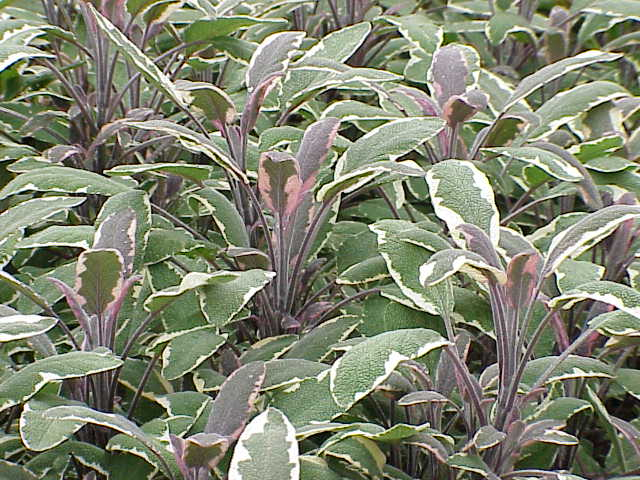
S. officinalis Tricolor
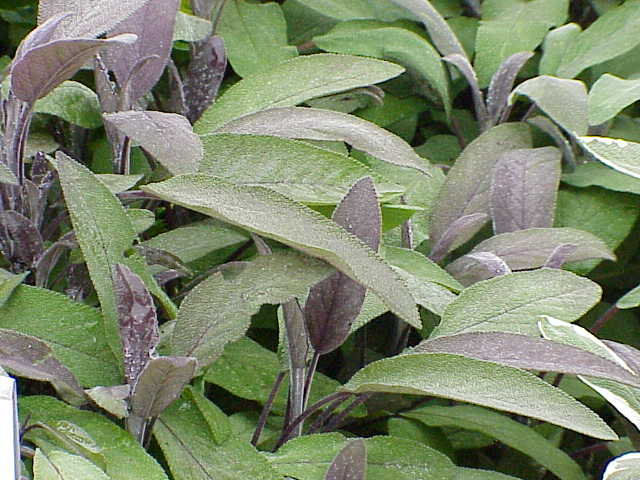
Salvia officinalis Purpurascens